# Іспансько-швейцарські відносини
Іспансько-швейцарські відносини – це двосторонні та дипломатичні відносини між даними двома країнами. Швейцарія має посольство в Мадриді, генеральне консульство в Барселоні та почесні консульства в Більбао, Лас-Пальмас-де-Гран-Канарія, Малазі, Пальма-де-Майорці та Валенсії . Обидві країни є членами Ради Європи .

## Двосторонні відносини

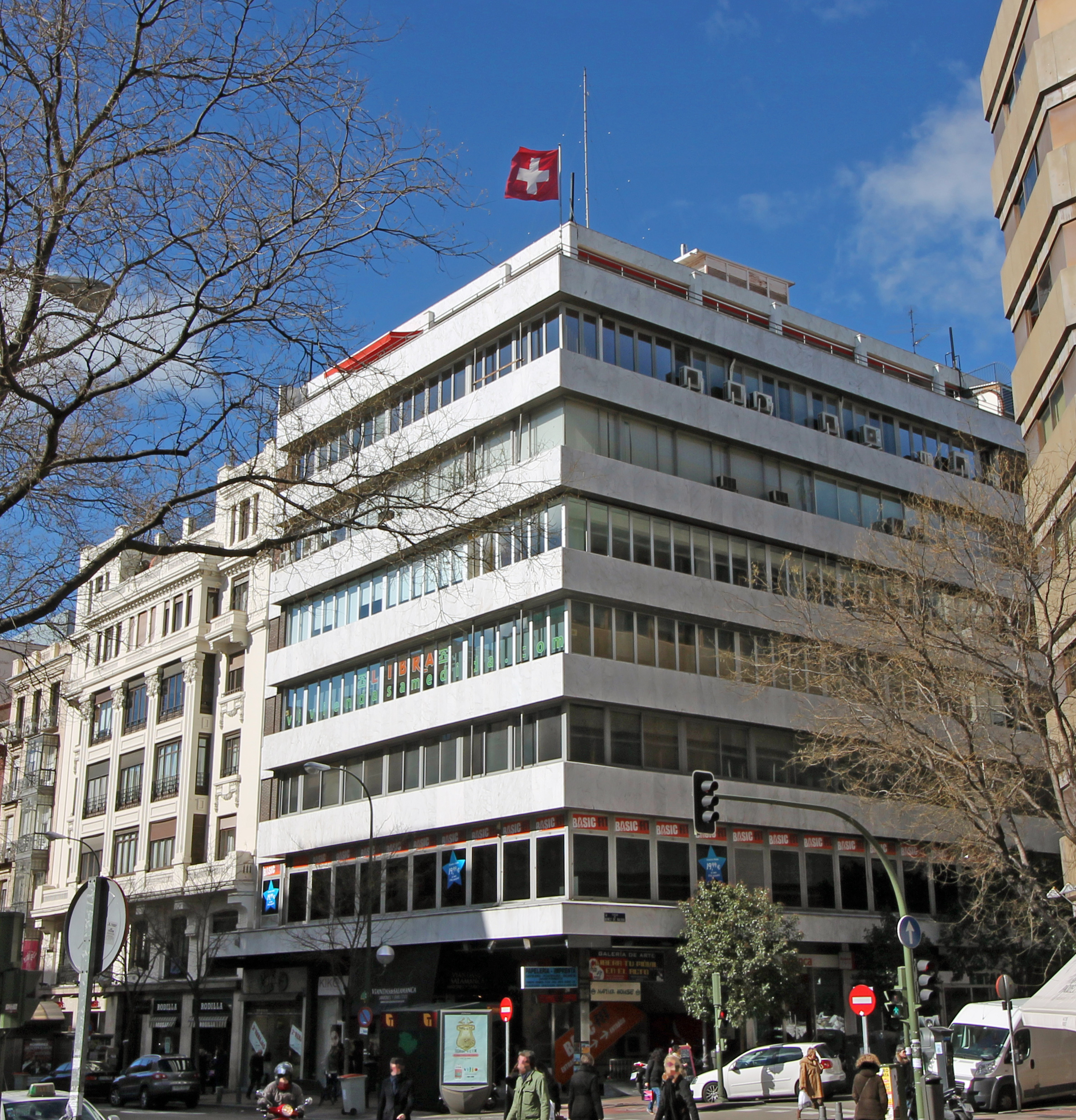
Посольство Швейцарії в Мадриді

Двосторонні відносини є чудовими, також варто зазначити, що між двома країнами немає жодної суперечки, а, навпаки, конструктивний політичний діалог і ефективна співпраця з проблем та питань, що становлять їхній взаємний інтерес. На багатосторонньому рівні Швейцарія та Іспанія переслідують спільні цілі, зокрема в рамках Організації Об’єднаних Націй (ООН).
Відносини між двома країнами мають давню традицію. Ще в період пізнього середньовіччя Іспанія – тоді велика держава – мала посольство в Швейцарії, тоді як швейцарські торгові доми були присутні в Іспанії.
У 1846 році Швейцарія відкрила торгове консульство для Іспанії, яке було генеральним консульством Швейцарії з 1958 року. Після цього в 1861 році відбулося почесне консульство в Мадриді, яке було оновлено до представництва в 1910 році і посольства в 1957 році.
У 1869 році Швейцарія та Іспанія уклали свою першу торгову угоду. Під час Першої світової війни Іспанія була основним постачальником продовольства для Швейцарії. Відносини стали тіснішими з переходом Іспанії до парламентської монархії після смерті Франко в 1975 році та з її вступом до ЄС у 1986 році.
У 1979 році король Хуан Карлос I здійснив державний візит до Швейцарії. Після офіційних візитів президента Швейцарії Мішлін Кальмі-Рей до Іспанії у 2007 році та в лютому 2011 року послідував другий державний візит короля Хуана Карлоса I та королеви Софії до Швейцарії у травні 2011 року. У 2015 році президент Швейцарської Конфедерації Симонетта Соммаруга , відвідала короля Філіпа VI та прем'єр-міністра Маріано Рахоя.
Особливим є той момент, що стосується результату іспанської еміграції до Швейцарії 1960-1970-х років і нового відновлення в 2010 році, наприкінці 2014 року, згідно з переписом громадян Генеральних консульств Іспанії в Швейцарії 115718 іспанців (+4096 порівняно з 2013 роком), серед яких близько 34500 осіб, які з особистих і сімейних причин фактично користуються подвійним громадянством.
Ця велика громада ідеально інтегрована в країні і, хоча за кількістю поступається тій, що існувала на території Швейцарії в 1970-х роках (яка сягала 200 тис. осіб), вона входить до числа перших 7 або 8 іноземних меншин, які проживають в Конфедерації.
Згідно з офіційним переписом населення Швейцарії, на кінець грудня 2014 року в Швейцарії налічувалося 81868 іспанців (+3711 у порівнянні з 2013 роком), з яких 26,5% народилися в Швейцарії. Ці цифри не включають людей з подвійним громадянством. І, навпаки, наприкінці 2014 року в Іспанії було 24 474 (+232 порівняно з 2013 роком) громадян Швейцарії, з яких 13 670 мали подвійне громадянство.
У 2009 році були проведені щорічні політичні консультації на рівні Міністра закордонних справ.

## Економічні відносини
Іспанія та Швейцарія є партнерами першої величини:
- З іспанської точки зору: Швейцарія є нашим 10-м покупцем (8-й європейський) і нашим 25-м постачальником у всьому світі (11-й європейський).
- З точки зору Швейцарії, Іспанія є її 10-м покупцем у всьому світі (і 5-м у Європі), охоплюючи 2,6% загального швейцарського експорту. З іншого боку, Іспанія є 10-м за величиною постачальником для Швейцарії (8-й європейський).

### Торговий баланс
Торгівля між Іспанією та Швейцарією, зафіксована в торговельному балансі, що складається з митних даних, і є незаперечною, оскільки ні Банк Іспанії, ні Швейцарський національний банк не публікують дані про платіжний баланс, який числиться за країнами, та який традиційно відображає дисбаланс по відношенню до Іспанії, що матеріалізується при рівні покриття близько 60%.
За даними іспанських та європейських джерел, за останні роки двосторонній торговий баланс розвивався в дуже позитивний спосіб для Іспанії: від індексу покриття дефіциту він був переведений на торговельний баланс із профіцитом, а в 2014 році рівень покриття досяг 126%. Швейцарські джерела оцінюють цей показник на рівні 100%.

## Дивіться також
- Зовнішня політика Іспанії
- Міжнародні відносини Швейцарії
- Швейцарія та Європейський Союз